# Melikli (Zangilan)
Melikli est un village de la région de Zangilan en Azerbaïdjan.

## Histoire
En 1993-2020, Melikli était sous le contrôle des forces armées arméniennes. Le 21 octobre 2020, le village de Melikli a été restitué sous le contrôle de l'Azerbaïdjan.